# Harald Lindkvist
Erik Harald Lindkvist, född 14 oktober 1881 i Ulricehamn, död 22 juli 1974 i Helsingborg, var en svensk lärare och filolog.
Erik Lindkvist var son till läroverkskollegan Johan Oskar Lindkvist. Efter mogenhetsexamen i Skara 1900 studerade han vid Uppsala universitet, blev filosofie kandidat 1903, filosofie licentiat 1908 samt 1912 filosofie doktor och docent i engelska språket. 1904–1914 tjänstgjorde Lindkvist vid olika läroverk i och utanför Uppsala. Han blev 1914 lektor i tyska och engelska vid Linköpings högre allmänna läroverk. Från 1929 till sin pension 1947 var han rektor vid Högre allmänna läroverket för flickor i Helsingborg. Lindkvist disputerade på en ortnamnsundersökning, Middle-English Place-Names of Scandinavian Origin (1912). Han utgav även On the Origin and History of the English Pronoun She (1921) och en utgåva av Richard Rolles Meditation de passione Domini (1917), samt medarbetade i Engelsk-svensk ordbok (1935). Lindkvist blev 1927 Honorary Member of English Place-Name Society i London. Under sin tid i Linköping var han ledamot av stadsfullmäktig, ledamot av drätselkammaren, lasarettsdirektionen med mera. Harald Lindkvist är begravd på Västra griftegården i Linköping.